# Tomicodon abuelorum
Tomicodon abuelorum är en fiskart som beskrevs av Szelistowski, 1990. Tomicodon abuelorum ingår i släktet Tomicodon och familjen dubbelsugarfiskar. IUCN kategoriserar arten globalt som starkt hotad. Inga underarter finns listade i Catalogue of Life.